# Snåsavatnet
El llac de Snåsa (o Snåsavatnet en noruec) és un llac noruec d'aigua dolça, que amb 121,58 km² és el llac més gran del comtat sisè més gran del país. El llac és a tan sols 24 msnm i té una profunditat màxima de 121 metres. El llac se situa administrativament al comtat de Nord-Trøndelag, entre els municipis de Steinkjer i Snåsa.
Hi ha tres assentaments a la riba del llac; els petits pobles de Følling i Sunnan a l'extrem sud-oest i la ciutat de Snåsa (que dona nom al llac i al municipi) a l'extrem nord-est. La ruta europea E06 discorre al llarg de la riba nord del llac i el ferrocarril de la Línia de Nordland corre al llarg de la ribera sud.
El Snåsavatnet és considerat un molt bon llac per a la pesca de les truites i les truites alpines. El registre de captures de truites va ser de 12,7 kg el 1988. També té una gran diversitat d'altres peixos.
El llac fa prop de 40 quilòmetres de longitud i fa una mitjana de 3 quilòmetres d'amplada. El llac es creà per l'erosió glacial. Com es veu al mapa, el llac sembla una extensió del fiord de Trondheim. El llac desguassa a través del curt riu Byaelva, que desemboca al fiord de Beitstad (un braç del fiord de Trondheim), a la ciutat de Steinkjer.

## Galeria

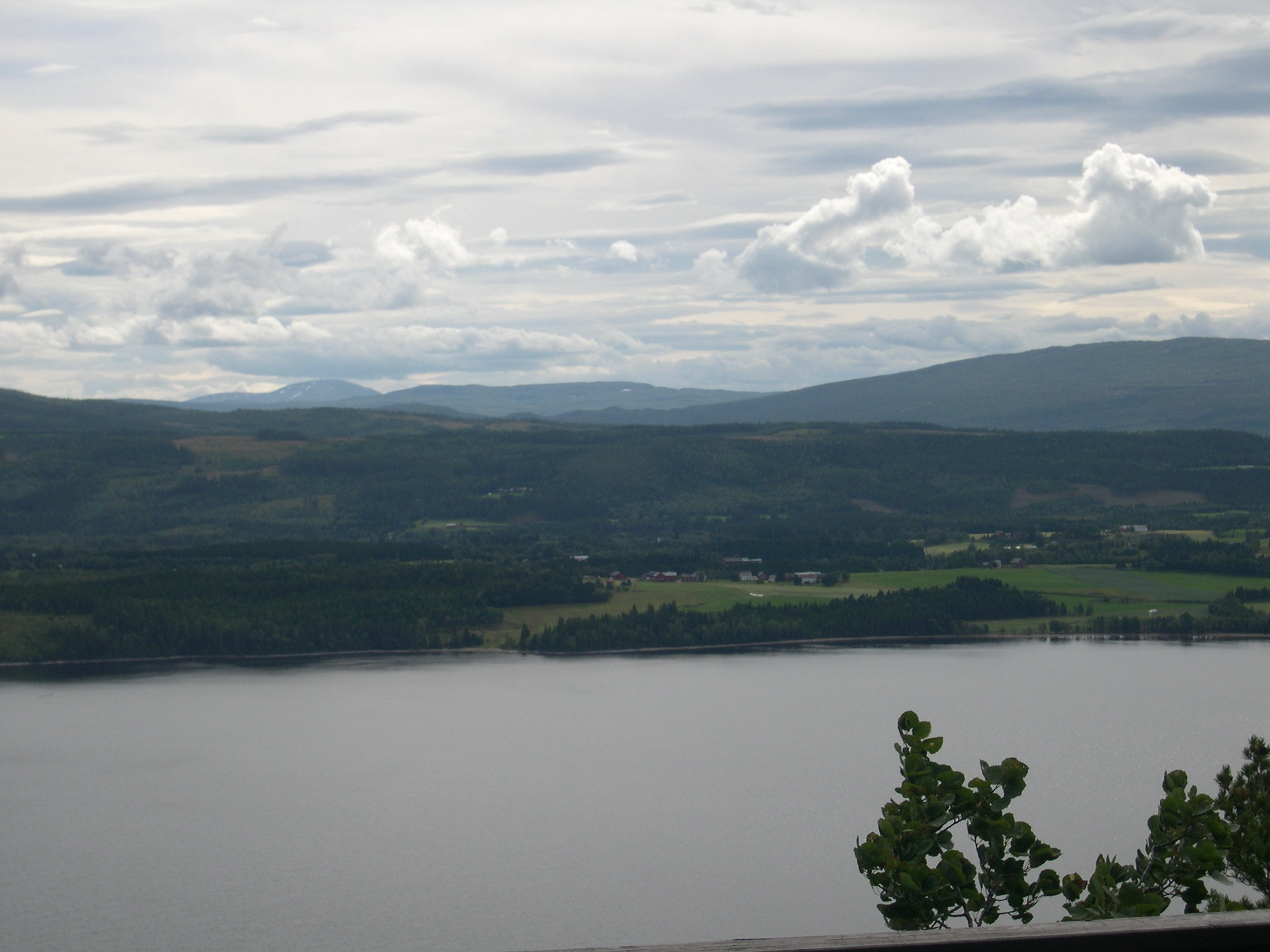
El llac vist des de les muntanyes de l'oest
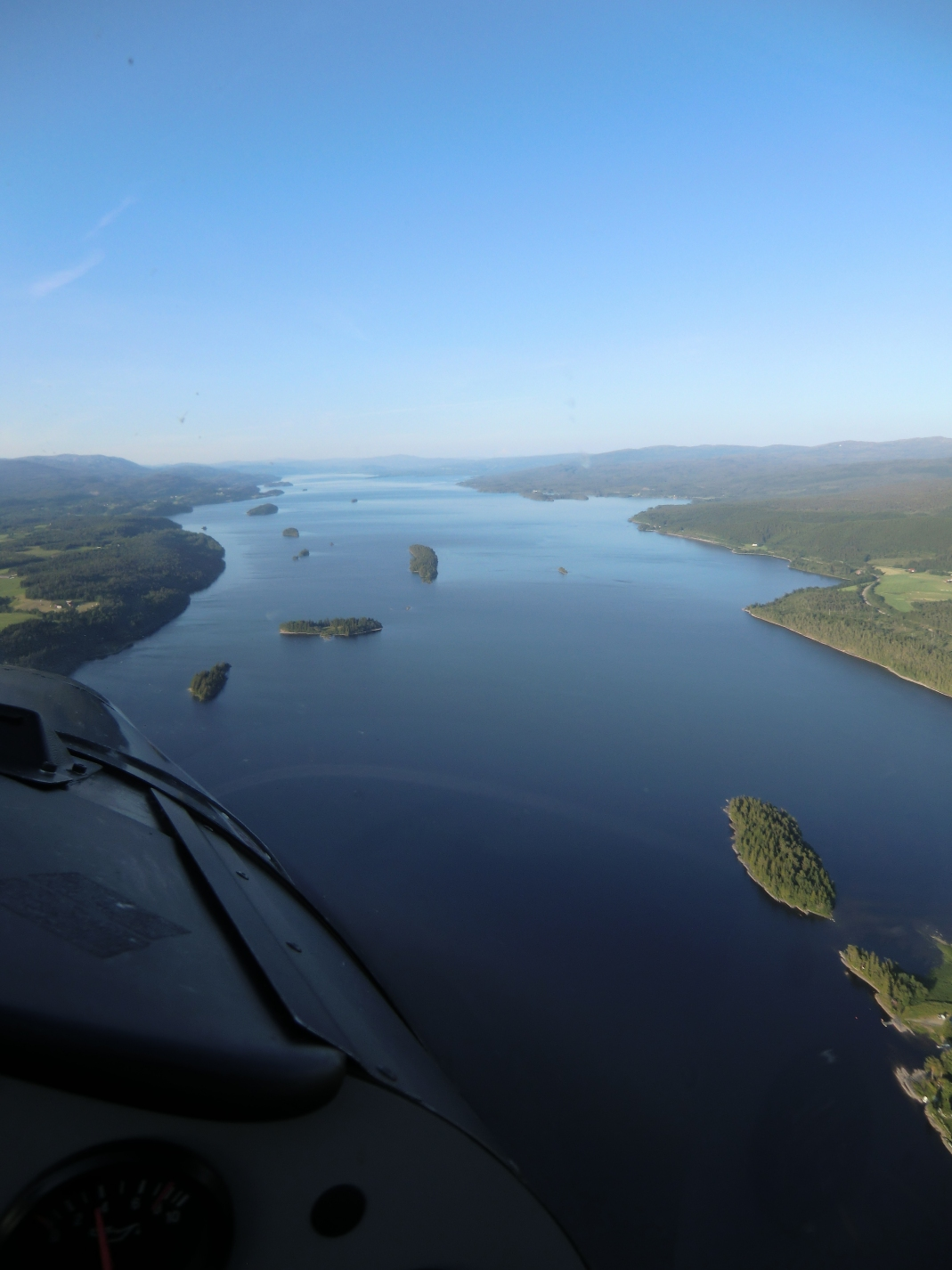
Vista aèria del llac
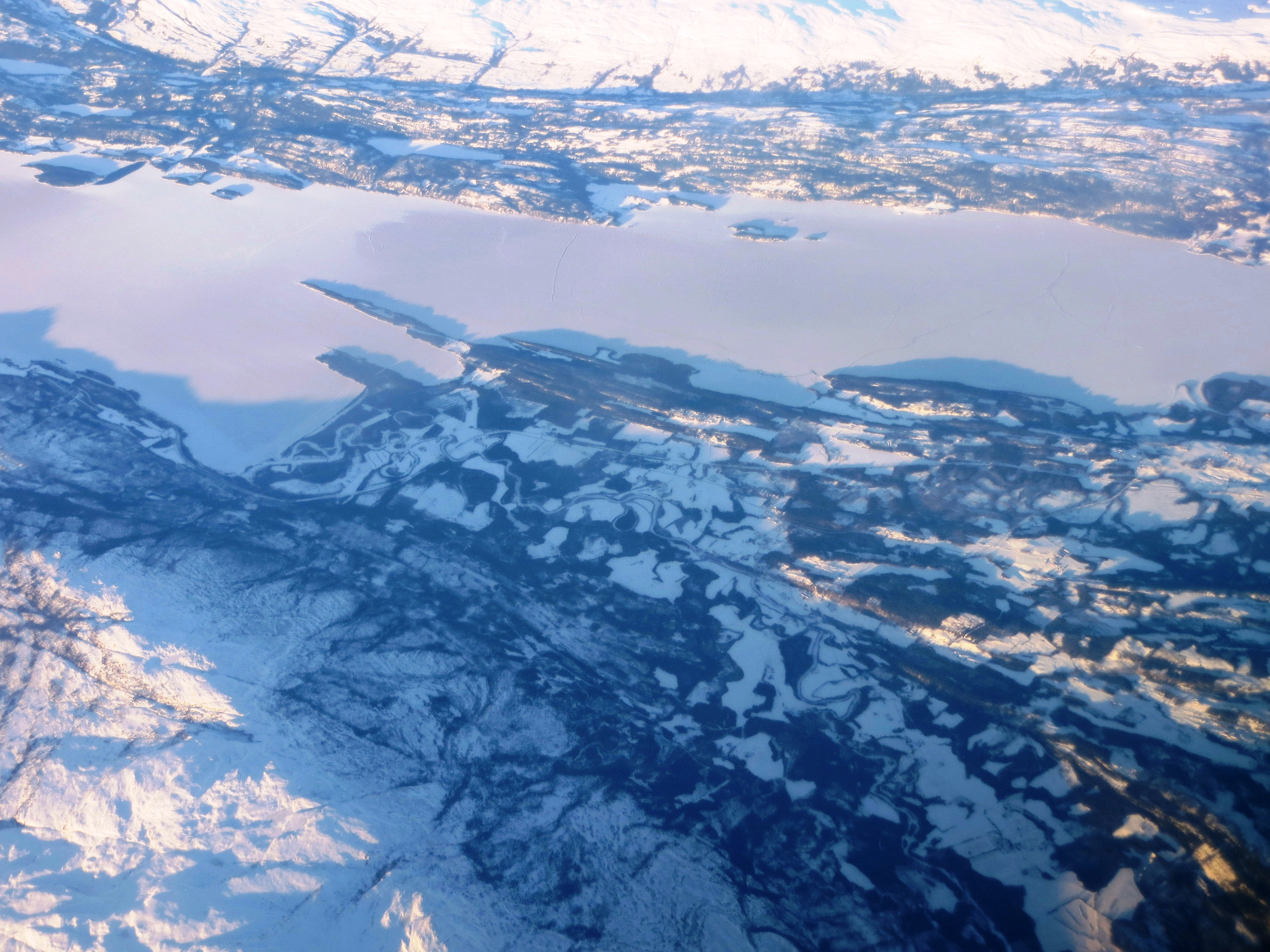
Vista aèria del llac a l'hivern; aleshores completament glaçat